# Panathīnaïkos Athlītikos Omilos 2023-2024 (pallacanestro maschile)
Questa voce raccoglie le informazioni riguardanti il Panathīnaïkos B.C. nelle competizioni ufficiali della stagione 2023-2024.

## Stagione
La stagione 2023-2024 del Panathīnaïkos è la 73ª nel massimo campionato greco di pallacanestro, la Basket League.

## Roster
Aggiornato al 17 agosto 2023.
| Panathīnaïkos Atene 2023-24 | Panathīnaïkos Atene 2023-24 |
| Giocatori                   | Staff tecnico               |
| --------------------------- | --------------------------- |

| N. | Naz.                                     | Ruolo | Nome                   | Anno | Alt.   | Peso   |  |
| -- | ---------------------------------------- | ----- | ---------------------- | ---- | ------ | ------ |  |
| 0  | Grecia (bandiera)                        | GA    | Panagiōtīs Kalaitzakīs | 1999 | 200 cm | 90 kg  |  |
| 2  | Argentina (bandiera) · Italia (bandiera) | P     | Luca Vildoza           | 1995 | 191 cm | 86 kg  |  |
| 3  | Stati Uniti (bandiera)                   | G     | Kyle Guy               | 1997 | 188 cm | 79 kg  |  |
| 6  | Grecia (bandiera)                        | G     | Dīmītrīs Mōraitīs      | 1999 | 194 cm | 82 kg  |  |
| 8  | Polonia (bandiera)                       | C     | Aleksander Balcerowski | 2000 | 215 cm | 125 kg |  |
| 10 | Grecia (bandiera)                        | P     | Kōstas Sloukas (C)     | 1990 | 190 cm | 93 kg  |  |
| 20 | Grecia (bandiera)                        | C     | Alexandros Samodurov   | 2005 | 210 cm | 95 kg  |  |
| 21 | Grecia (bandiera)                        | A     | Iōannīs Papapetrou (C) | 1994 | 207 cm | 106 kg |  |
| 22 | Stati Uniti (bandiera)                   | P     | Jerian Grant           | 1992 | 193 cm | 93 kg  |  |
| 25 | Stati Uniti (bandiera)                   | PG    | Kendrick Nunn          | 1995 | 196 cm | 86 kg  |  |
| 26 | Francia (bandiera)                       | C     | Mathias Lessort        | 1995 | 206 cm | 114 kg |  |
| 37 | Grecia (bandiera)                        | AC    | Kōstas Antetokounmpo   | 1997 | 208 cm | 93 kg  |  |
| 40 | Lituania (bandiera)                      | AP    | Marius Grigonis        | 1994 | 198 cm | 93 kg  |  |
| 41 | Spagna (bandiera)                        | AG    | Juancho Hernangómez    | 1995 | 206 cm | 97 kg  |  |
| 44 | Grecia (bandiera)                        | AG    | Kōnstantinos Mītoglou  | 1996 | 210 cm | 116 kg |  |
| 72 | Grecia (bandiera)                        | A     | Leuterīs Mantzoukas    | 2003 | 207 cm | 100 kg |  |
| -  | Grecia (bandiera)                        | C     | Vaggelīs Adamopoulos   | 2006 | 208 cm |        |  |
| -  | Grecia (bandiera)                        | AG    | Chrīstos Geōrgas       | 2007 | 197 cm |        |  |
| -  | Grecia (bandiera)                        | P     | Aggelos Kōnstantinidīs | 2007 | 185 cm |        |  |
| -  | Grecia (bandiera)                        | AG    | Dīmītrīs Kōtsalos      | 2006 | 196 cm |        |  |
| -  | Grecia (bandiera)                        | G     | Andreas Koustenīs      | 2006 | 190 cm |        |  |
| -  | Grecia (bandiera)                        | C     | Iasōn Mpinīs           | 2007 | 208 cm |        |  |
| -  | Grecia (bandiera)                        | P     | Christoforos Nkolantas | 2006 | 194 cm |        |  |
| -  | Grecia (bandiera)                        | P     | Dīmītrīs Zervos        | 2006 | 185 cm |        |  |

| Allenatore |
| - Ergin Ataman |
| Assistente/i |
| - Savvas Kamperidīs - Chrīstos Serelīs - Vasilīs Simtsak - Cenk Yıldırım Legenda - (C) Capitano - (IN) Inattivo - Infortunato Roster |

## Mercato

### Sessione estiva
| Acquisti | Acquisti               | Acquisti          | Acquisti   | Acquisti |
| R.       | Nome                   | da                | Modalità   |          |
| -------- | ---------------------- | ----------------- | ---------- | -------- |
| P        | Jerian Grant           | Türk Telekom      | svincolato |          |
| P        | Kōstas Sloukas         | Olympiakos        | svincolato |          |
| P        | Luca Vildoza           | Stella Rossa      | svincolato |          |
| G        | Kyle Guy               | Joventut Badalona | svincolato |          |
| G        | Dīmītrīs Mōraitīs      | Peristeri         | svincolato |          |
| A        | Iōannīs Papapetrou     | Partizan          | svincolato |          |
| AG       | Juancho Hernangómez    | Free agent        | svincolato |          |
| AG       | Kōnstantinos Mītoglou  | Free agent        | svincolato |          |
| AC       | Kōstas Antetokounmpo   | Fenerbahçe        | svincolato |          |
| C        | Aleksander Balcerowski | Gran Canaria      | svincolato |          |
| C        | Mathias Lessort        | Partizan          | svincolato |          |

| Cessioni | Cessioni             | Cessioni       | Cessioni         | Cessioni |
| R.       | Nome                 | a              | Modalità         |          |
| -------- | -------------------- | -------------- | ---------------- | -------- |
| P        | Neoklīs Avdalas      | Karditsas      | prestito         |          |
| P        | Paris Lee            | ASVEL          | fine contratto   |          |
| P        | Nate Wolters         | Free agent     | fine contratto   |          |
| PG       | Leuterīs Mpochōridīs | Aris Salonicco | fine contratto   |          |
| G        | Nikos Pappas         |                | ritirato         |          |
| G        | Matt Thomas          | Alba Berlino   | fine contratto   |          |
| AP       | Giōrgos Kalaitzakīs  | Free agent     | rescissione      |          |
| AP       | Mateusz Ponitka      | Partizan       | fine contratto   |          |
| AG       | Nikos Chougkaz       | Peristeri      | rinnovo prestito |          |
| AG       | Derrick Williams     | Free agent     | fine contratto   |          |
| AC       | Dīmītrīs Agravanīs   | Breogán        | rescissione      |          |
| C        | Artūras Gudaitis     | Alvark Tokyo   | fine contratto   |          |
| C        | Giōrgos Papagiannīs  | Fenerbahçe     | fine contratto   |          |

### Dopo l'inizio della stagione
| Acquisti | Acquisti      | Acquisti   | Acquisti        | Acquisti   |
| R.       | Nome          | da         | Data            | Modalità   |
| -------- | ------------- | ---------- | --------------- | ---------- |
| PG       | Kendrick Nunn | Free agent | 31 ottobre 2023 | svincolato |

| Cessioni | Cessioni | Cessioni          | Cessioni       | Cessioni    |
| R.       | Nome     | a                 | Data           | Modalità    |
| -------- | -------- | ----------------- | -------------- | ----------- |
| G        | Kyle Guy | Canarias Tenerife | 1 gennaio 2024 | rescissione |